# Siddhipur
Siddhipur (nepalski: सिद्धीपुर) – gaun wikas samiti w środkowej części Nepalu w strefie Bagmati w dystrykcie Lalitpur. Według nepalskiego spisu powszechnego z 2001 roku liczył on 1193 gospodarstw domowych i 5566 mieszkańców (2919 kobiet i 2647 mężczyzn).